# Jane's All the World's Aircraft
Janes All the World Aircraft é uma publicação anual de aviação criada por John Frederick Thomas Jane em 1909. Foi durante muito tempo editada pela "Sampson Low, Marston" na Grã-Bretanha (com várias editoras nos EUA), sendo publicada pela Janes Information Services desde 1989/90.

## Formato
O título do primeiro volume referia-se a "dirigíveis", enquanto todos desde então fizeram referência a "aeronaves". Após a Primeira Guerra Mundial, o formato do livro mudou de um formato oblongo ("paisagem") para a atual orientação de "retrato". Com a edição de 1993/94, o livro foi dividido em dois volumes que continuam a aparecer anualmente. O volume principal concentra-se em aeronaves em produção, enquanto o segundo livro descreve aeronaves mais antigas e atualizações, militares e civis. Enquanto 2009 foi o ano do centenário do Jane's All the World Aircraft, 2013 marcou a 100ª edição - a disparidade devido a interrupções (principalmente com volumes cobrindo dois anos) durante as duas Guerras Mundiais. A partir de 1969, a Arco (Nova York) publicou os seguintes seis volumes em edições fac-símile: 1909, 1913, 1919, 1938, 1944-45 e 1950-51.

## Editores
- Fred T. Jane (editor fundador), 1909–1915
- C. G. Grey, 1916–1936
- C. G. Grey with Leonard Bridgeman, 1937
- Leonard Bridgman, 1938–1958
- John W. R. Taylor, 1959–1990
- Mark Lambert, 1991–1994
- Paul Jackson, 1995–2019
- John Sneller, 2020 - present